# IMGSRC.RU
iMGSRC.RU — бесплатный российский фотохостинг для хранения неограниченного количества цифровых изображений и альбомов.
По состоянию на июль 2025 года в базе сервиса более 85 миллионов загруженных пользователями изображений и около 1,6 миллионов зарегистрированных пользователей. По данным на середину 2022 года среднемесячная посещаемость сервиса составляет 14 миллионов уникальных пользователей в месяц.
На июль 2022 года сайт занимает первое место в рейтинге Рамблер ТОП-100 в категории «Культура и искусство / Фотография».
По данным за июнь 2022 года портала SimilarWeb сервис iMGSRC.RU входит в ТОП-10 фотосайтов наравне с flickr.com, shutterstock.com и gettyimages.com.
Работа сервиса освещалась на специализированных порталах в обзорах, посвящённых наиболее популярным фотохостингам.
Сервис критиковали за недостаточную модерацию, что позволило разместить на нём фотографии детей, в том числе полуобнажённых, с комментариями сексуального характера.

## Название
Название сайта iMGSRC состоит из 2 частей:
- <IMG> — HTML-тег, используемый для оформления изображений;
- <SRC> — параметр тега <IMG>, указывающий путь к файлу изображения.

## История и функционал
Работу сервис начал в январе 2006 года. К октябрю 2006 года количество зарегистрированных пользователей составляло уже около 12 тысяч, а количество загруженных изображений около 1 миллиона.
Все зарегистрированные пользователи сервиса могут:
- хранить данные неограниченно по времени
- одновременно загружать до 300 файлов изображений, максимальный объём каждого 20 мегабайт, до 12 мегапикселей включительно
- загружать изображения с мобильного телефона (ранее только с помощью MMS)
- изменять порядок следования фотографий внутри альбома
- закрыть свои альбомы от просмотра третьими лицами с помощью пароля

Сервис имеет систему назначения тегов к альбомам и поиск по ним, есть возможность изменить скин сайта.
Позднее к функционалу была добавлена возможность общения между пользователями с помощью комментариев к изображению. Понравившихся авторов и альбомы стало возможным отмечать с помощью опции «Избранное», формируя таким образом свою личную ленту.
Для всех зарегистрированных пользователей при работе с сервисом отсутствует реклама.
Скорость загрузки просматриваемых изображений и полной страницы в среднем не более 1 секунды.
В период популярности LiveJournal особую актуальность для многих пользователей получила возможность копирования HTML-кода для вставки изображения в свой блог.

## Блокировка
В июле 2021 года фотохостинг был временно заблокирован Роскомнадзором на территории РФ. Причиной тому послужили размещенные пользователями сайта противоправные материалы, однако «оперативное реагирование администрации сайта на требования Роскомнадзора позволило избежать его включения в перечень интернет-ресурсов, доступ к которым на территории Российской Федерации должен быть прекращен операторами связи»